# Harvey Atkin
Harvey Atkin (Toronto, 18 december 1942 – aldaar, 17 juli 2017) was een Canadees (stem)acteur.

## Biografie
Atkin was van Russische afkomst doordat zijn opa een emigrant was uit Rusland. Zijn opa heeft hem een ouderwetse opvoeding gegeven inclusief het leren van de Jiddische taal. Zijn vader had graag gewild dat zijn zoon in de zakenwereld terechtkwam maar tijdens zijn schooltijd kwam hij erachter dat hij een geboren acteur was en besloot om acteur te worden.
Atkin begon in 1975 met acteren in de televisieserie Down Home Country. Hierna heeft hij nog meerdere rollen gespeeld in televisieseries en films zoals Silver Streak (1976), Meatballs (1979), Atlantic City (1980), Cagney and Lacey (1981-1988), Speed Zone! (1989), One Tough Cop (1998), Law & Order: Special Victims Unit (2000-2011) en Suits.
Atkin was ook verantwoordelijk voor het voice-over werk voor animatieseries. Hij sprak stemmen in voor onder andere ALF: The Animated Series (1988-1989), The Super Mario Bros. Super Show! (1989) en Swamp Thing (1991).
Atkin was getrouwd en had hieruit twee kinderen.
Hij overleed na een lange strijd tegen kanker op 74-jarige leeftijd.

## Filmografie[2]

### Films
Uitgezonderd korte films.
- 2017 - A Change of Heart - als cardioloog
- 2010 · Barney's Version – als tweede vader van Mevr. P.
- 2006 · Why I Wore Lipstick to My Mastectomy – als vader van Geralyn
- 2001 · Club Land – als Morty
- 2000 · Out of Sync – als Sidney Golden
- 1998 · One Tough Cop – als Rudy
- 1997 · Critical Care – als rechter Fatale
- 1997 · Love and Death on Long Island – als Lou
- 1996 · Rebound: The Legend of Earl 'The Goat' Manigault – als Marty Glickman
- 1996 · Joe's Wedding – als Rankin
- 1996 · The Stupids – als bezorger
- 1996 · Radiant City – als Mr. Lewis
- 1996 · Harrison: Cry of the City – als hotelmedewerker
- 1995 · Family of Cops – als Avrum Weiss
- 1995 · Between Love and Honor – als Lerner
- 1995 · Long Island Fever – als Jenner
- 1994 · Janek: The Silent Betrayal – als medisch onderzoeker
- 1994 · Seasons of the Heart – als ??
- 1993 · Guilty as Sin – als rechter Steinberg
- 1992 · Terror on Track 9 – ls Verona
- 1990 · Back to the Beanstalk – als Sidekick
- 1989 · Mindfield – als Bob Minfield
- 1989 · Eddie and the Cruisers II: Eddie Lives! – als Lew Eison
- 1989 · Speed Zone! – als Gus Gold
- 1989 · Snake Eater II: The Drug Buster – als Sidney
- 1987 · Mr. Nice Guy – als Jerry Reeman
- 1986 · Separate Vacations – als Henry Gilbert
- 1985 · Joshua Then and Now – als Dr. Jonathan Cole
- 1984 · Finders Keepers – als verkoper in trein
- 1983 · All in Good Taste – als Cochrane
- 1983 · Introducing… Janet – als tv-producent
- 1982 · Visiting Hours – als Vinnie Bradshaw
- 1982 · Incubus – als Joe Prescott
- 1982 · If You Could See What I Hear – als Bert
- 1981 · Ticket to Heaven – als Mr. Stone
- 1981 · Heavy Metal – als Alien
- 1981 · The Last Chase – als Jud
- 1981 · Improper Channels – als politiesergeant
- 1980 · Cries in the Night – als Harry Browning
- 1980 · Atlantic City – als buschauffeur
- 1979 · Meatballs – als Morty
- 1978 · Power Play – als Anwar
- 1978 · High-Ballin' – als Buzz
- 1977 · The War Between the Tates – als Dr. Bernard M. Kotelchuk
- 1976 · Silver Streak – als deelnemer conventie

### Televisieseries
Uitgezonderd eenmalige gastrollen.
- 2011 – 2013 · Suits – als rechter Palermo - 2 afl.
- 2000 – 2011 · Law & Order: Special Victims Unit – als rechter Alan Ridenour – 18 afl.
- 2000 – 2001 · Ed – als klant – 2 afl.
- 1998 – 2000 · Law & Order – als rechter Ronald Manheim – 2 afl.
- 1981 – 1988 · Cagney and Lacey – als sergeant Ronald Coleman – 89 afl.
- 1980 – 1984 · The Littlest Hobo – als Neiderhoff / Vince / Carmen – 6 afl.

#### Animatieseries
- 2010 - 2013 - Scaredy Squirrel - als stem - 7 afl.
- 2006 · Sons of Butcher – als ?? – 2 afl.
- 2003 – 2004 · Jacob Two-Two – als Morty – 5 afl.
- 2001 – 2002 · The Ripping Friends – als Crag – 4 afl.
- 1997 · The Adventures of Sam & Max: Freelance Police – als Sam – 5 afl.
- 1995 · Sailor Moon – Bumboo / Pox – 2 afl.
- 1994 – 1995 · Hello Kitty – als Mr. Jones – 2 afl.
- 1992 · Stunt Dawgs – als Badyear / Half-A-Mind - ? afl.
- 1992 · The Adventures of Tintin – als toegevoegde stemmen
- 1991 · Captain N and the New Super Mario World – als koning Koopa – 13 afl.
- 1991 · Beetlejuice – als Exorcist / Lipscum – 2 afl.
- 1991 · Swamp Thing – als Tomahawk – 5 afl.
- 1991 · Wish Kid– als toegevoegde stemmen – 13 afl.
- 1990 · Captain N & the Adventures of Super Mario Bros. 3 – als koning Koopa – 26 afl.
- 1989 · The Super Mario Bros. Super Show! – als koning Koopa / Tryclyde – 52 afl.
- 1988 – 1989 · ALF: The Animated Series – als toegevoegde stemmen – 13 afl.

- Bibliothèque nationale de France: cb141511849 (data)
- International Standard Name Identifier: 0000 0000 7840 7135
- Library of Congress Control Number: no2005005525
- Virtual International Authority File: 51897743
- WorldCat: E39PBJxhp4RFbdVpdQmbpyg7pP